# Weißeritztalbahn

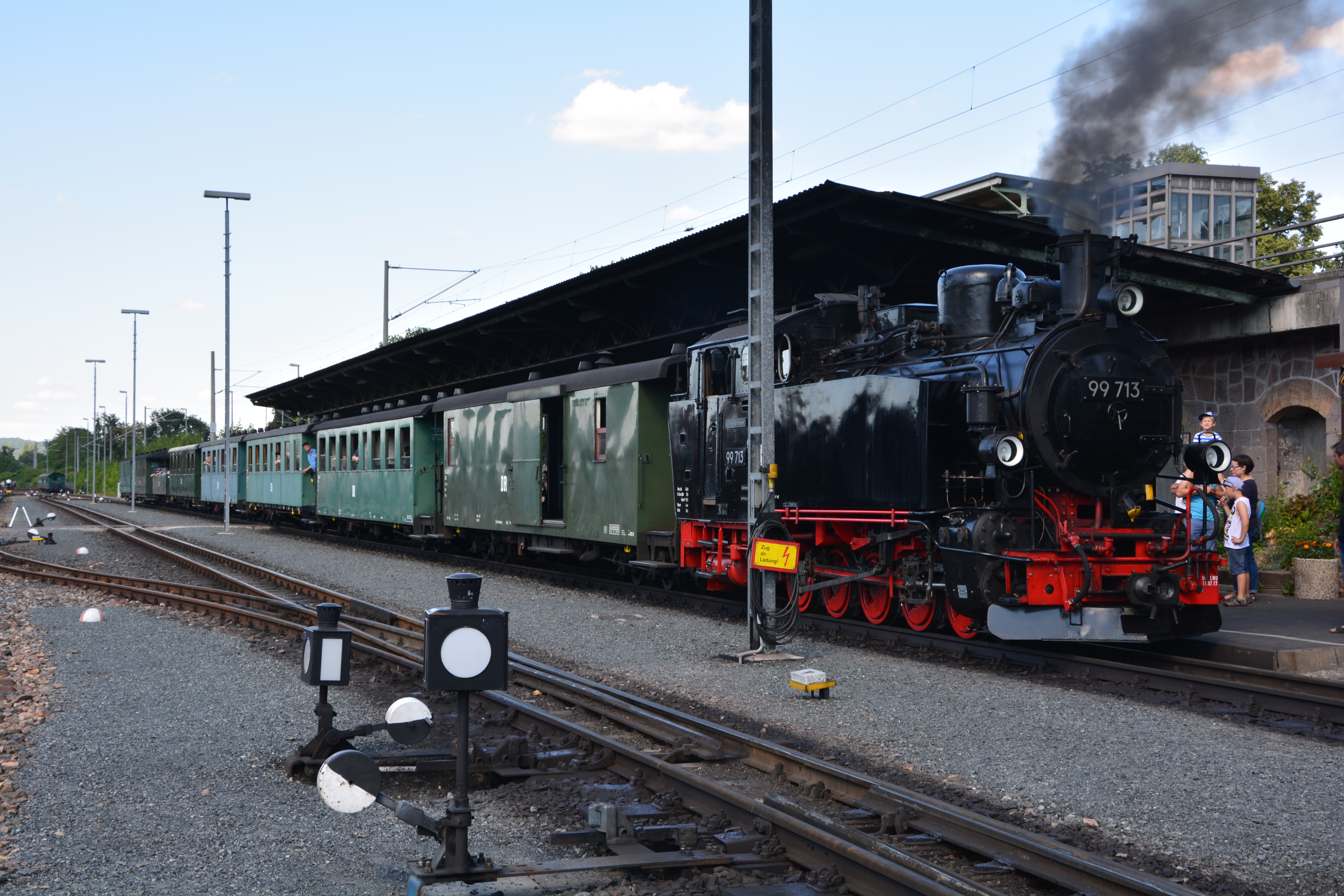
Stacja styczna Freital-Hainsberg

Weißeritztalbahn – wąskotorowa (rozstaw szyn 750 mm), jednotorowa lokalna linia kolejowa w Saksonii łącząca stację normalnotorową Freital-Hainsberg na południe od Drezna z Kurort Kipsdorf w Rudawach wschodnich.

## Historia
W 1880 zatwierdzono projekt budowy linii kolejowej Hainsberg - Rabenau - Dippoldiswalde - Schmiedeberg oraz rozpoczęto prace przygotowawcze w tym kierunku. 16 lipca 1881 zainicjowano roboty budowlane. 30 października 1882 odbył się pierwszy przejazd. 9 marca 1883 trasę wydłużono ze Schmiedebergu do Kurort Kipsdorf. W 1905 wprowadzono transport wagonów normalnotorowych na rolbokach, co wymagało rozkopania tunelu w kilometrze 3,15 i wykonania w jego miejscu wkopu. W latach 1907–1912 przebudowano trasę na odcinku Spechtritz - Dippoldiswalde w związku z budową zapory wodnej Malter. Od 1932 do 1934 rozbudowano stację Kurort Kipsdorf ze względu na gwałtowny wzrost ruchu turystycznego.
1 maja 1960 zwieszono przewozy drobnych przesyłek, a 31 grudnia 1994 wstrzymano ruch towarowy. W 2002 kolej przerwała działalność z uwagi na poważne zniszczenia spowodowane powodzią stulecia (25 grudnia 2002 ruch wznowiono tylko na przebudowanym odcinku Dippoldiswalde - Seifersdorf, co sfinansowano z darowizn).
10 czerwca 2014 operatorem przewozów został BVO Bahn GmbH. W 2007 nastąpiła zmiana nazwy BVO Bahn GmbH na SDG Sächsische Dampfeisenbahngesellschaft mbH. W tym samym roku rozpoczęto odbudowę reszty trasy. 13 grudnia 2008 otwarto odcinek Freital-Hainsberg - Dippoldiswalde. W 2016 zaczęto prace rekonstrukcyjne na odcinku Dippoldiswalde - Kurort Kipsdorf, które ukończono w czerwcu 2017, wznawiając ruch na całej trasie.

## Trasa
Trasa przebiega częściowo doliną Rabenauer Grund. Pociąg wielokrotnie pokonuje rzekę Rote Weißeritz i wije się przez głęboko wciętą dolinę skalną. Na trasie znajduje się średniowieczne miasto Dippoldiswalde z licznymi zabytkami. Od Dippoldiswalde torowiska prowadzą nieustannie w górę. Przed stacją kolejową Kurort Kipsdorf podjazd jest najbardziej stromy.